# Zbrodnia w Małkowicach
Zbrodnia w Małkowicach – zbrodnia dokonana w dniach 17 i 18 kwietnia 1945 roku na ukraińskiej ludności wsi Małkowice przez oddział Ludowej Straży Bezpieczeństwa pod dowództwem Romana Kisiela Sępa.
Zamordowało wtedy co najmniej 116 mieszkańców wsi (Jan Pisuliński podaje liczbę 138 ofiar).

## Literatura
- Jan Pisuliński - "Konflikt polsko-ukraiński w powiecie przemyskim zimą i wiosną 1945 roku i udział w nim grupy Romana Kisiela Sępa", Pamięć i Sprawiedliwość nr 2 (2005)